# Behra-Porsche
Behra-Porsche era un constructor de Fórmula 1 que compitió brevemente en 1960. La compañía fue fundada por Jean Behra, un corredor francés establecido. Él había estado conduciendo un Ferrari D246 en 1959, pero fue despedido del equipo tras el GP de Francia. Con el diseñador Valerio Colotti, utilizando componentes de Porsche, tenía un coche de F1 construido en Módena en 1959. El debut estaba planificado para Montecarlo en 1959, pero Maria Teresa de Filippis no se clasificó. Behra estaba destinado a competir con el automóvil en Alemania, pero murió en un accidente de carreras conduciendo un Porsche RSK en AVUS en 1 de agosto de 1959 justo antes del Gran Premio. El coche fue asumido por el equipo Colotti. En el Gran Premio de Argentina, conducido por Masten Gregory (Estados Unidos), que terminó 12.º. Fred Gamble (Estados Unidos) condujo el monoplaza en el Gran Premio de Italia en Monza, el 4 de septiembre de 1960 y finalizó en el décimo lugar.

## Resultados

### Fórmula 1
(Clave) (negrita indica pole position) (cursiva indica vuelta rápida)

| Año         | Equipo                   | Chasis | Motor                | Neu. | Pilotos                  | 1   | 2   | 3   | 4   | 5   | 6   | 7   | 8   | 9   | 10  | Pos. | Puntos |
| ----------- | ------------------------ | ------ | -------------------- | ---- | ------------------------ | --- | --- | --- | --- | --- | --- | --- | --- | --- | --- | ---- | ------ |
| 1959        | Maria Teresa de Filippis | RSK    | Porsche 547/6 1.5 F4 | D    |                          | MON | 500 | NED | FRA | GBR | GER | POR | ITA | USA |     | NC   | 0      |
| 1959        | Maria Teresa de Filippis | RSK    | Porsche 547/6 1.5 F4 | D    | Maria Teresa de Filippis | DNQ |     |     |     |     |     |     |     |     |     | NC   | 0      |
| 1959        | Jean Behra               | RSK    | Porsche 547/6 1.5 F4 | D    | Jean Behra               |     |     |     |     |     | DNS |     |     |     |     | NC   | 0      |
| 1960        | Camoradi International   | RSK    | Porsche 547/6 1.5 F4 | D    |                          | ARG | MON | 500 | NED | BEL | FRA | GBR | POR | ITA | USA | NC   | 0      |
| 1960        | Camoradi International   | RSK    | Porsche 547/6 1.5 F4 | D    | Masten Gregory           | 12  |     |     |     |     |     |     |     |     |     | NC   | 0      |
| 1960        | Camoradi International   | RSK    | Porsche 547/6 1.5 F4 | D    | Fred Gamble              |     |     |     |     |     |     |     |     | 10  |     | NC   | 0      |
| Referencia: |                          |        |                      |      |                          |     |     |     |     |     |     |     |     |     |     |      |        |